# Strategia metaboliczna
Strategia metaboliczna – zespół procesów metabolicznych wyróżniany na podstawie podstawowych typów pokarmu, tj. źródeł substancji budulcowych (przede wszystkim węgla) i źródeł energii.
Kryteria wyróżniania strategii:
- źródło węgla
  - związki organiczne – heterotrofia (cudzożywność)
  - dwutlenek węgla i jony węglanowe – autotrofia (samożywność)

- źródło użytecznej biologicznie energii
  - utlenianie substancji chemicznych – chemotrofia
  - absorpcja światła – fototrofia

- donor elektronów (reduktor)
  - związki organiczne – organotrofia
  - związki nieorganiczne – litotrofia

- akceptor elektronów (utleniacz)
  - tlen – oddychanie tlenowe (aerobia)
  - inne substancje – oddychanie beztlenowe (anaerobia)
    - substancje nieorganiczne
    - substancje organiczne – fermentacja

W przyrodzie występują różne kombinacje tych strategii. W związku z tym dany organizm może być określany terminem będącym kombinacją terminów oznaczających poszczególne strategie. Przykładowo, człowiek jest chemoorganoheterotrofem aerobowym, gdyż jest jednocześnie heterotrofem (odżywia się głównie substancjami organicznymi, będąc wszystkożercą), chemotrofem (źródłem energii magazynowanej w ATP jest utlenianie substancji chemicznych, np. glukozy), organotrofem (donorem elektronów są substancje chemiczne, np. glukoza), aerobem (ostatecznym akceptorem elektronów jest tlen). Strategie wraz z przyjmującymi je organizmami można grupować również w kategorie pośrednie – autotrotrofy można podzielić na chemoautotrofy i fotoautotrofy, fotoautotrofy na fotoorganoautotrofy i fotolitoautotrofy itd.
Przykłady organizmów przyjmujących możliwe strategie metaboliczne:
- heterotrofy
  - chemoheterotrofy
    - chemoorganoheterotrofy
      - tlenowe – Opisthokonta (zwierzęta, grzyby, wiciowce kołnierzykowe), pierwotniaki niegdyś określane jako zwierzęce, liczne bakterie
      - beztlenowe
        - desulfuryzujące – niektóre bakterie i archeany
        - fermentujące – niektóre bakterie, drożdże

    - chemolitoheterotrofy
      - tlenowe – bakterie wodorowe, Beggiatoa

  - fotoheterotrofy
    - fotoorganoheterotrofy
      - beztlenowe – niektóre bakterie purpurowe, bakterie zielone, Heliobacteria

    - fotolitoheterotrofy
      - beztlenowe – purpurowe bakterie siarkowe
- autotrofy
  - chemoautotrofy
    - chemoorganoautotrofy
    - chemolitoautotrofy
      - tlenowe – bakterie nitryfikacyjne, siarkowe, wodorowe i żelazowe uzyskujące energię w wyniku utleniania odpowiednio: NH3 lub NO2, H2S, lub S, H2 i Fe3+
      - beztlenowe – bakterie denitryfikacyjne, bakterie desulfuryzacyjne, archeany metanogenne

  - fotoautotrofy
    - fotoorganoautotrofy
      - tlenowe – niektóre purpurowe bakterie bezsiarkowe (Erythrobacter)
      - beztlenowe – niektóre purpurowe bakterie bezsiarkowe

    - fotolitoautotrofy
      - tlenowe – sinice, rośliny, większość stramnopili, kryptomonady, eugleniny
      - beztlenowe – purpurowe bakterie siarkowe, zielone bakterie siarkowe

W niektórych wypadkach dany organizm jest zdolny do wykorzystywania różnych ścieżek metabolicznych, w zależności od warunków, np. niektóre organizmy zasadniczo fotoautotroficzne wobec braku dostępu do światła mogą odżywiać się heterotroficznie, jest to miksotrofia. Zjawisko to częste jest u protistów, np. euglenin, co wprowadzało konfuzję w dawnych systemach taksonomicznych uwzględniających jedynie podział na rośliny i zwierzęta. Ponadto niektóre organizmy zasadniczo heterotroficzne mogą przez ścisłą symbiozę z autotrofami korzystać z nieorganicznych źródeł węgla (np. rurkoczułkowce, organizmy posiadające zoochlorelle lub zooksantelle). Mięśnie zwierząt (organizmów tlenowych) mogą w warunkach niedoboru tlenu przejściowo prowadzić oddychanie beztlenowe.

## Porównanie strategii metabolicznych
|                      | Fotosynteza                        | Fotosynteza anoksygeniczna                                                                                             | Chemosynteza                                                                               | Oddychanie beztlenowe                                                                                       | Oddychanie tlenowe                                                                                   | Fermentacja                                                                                               |
| -------------------- | ---------------------------------- | --- | ------------------------------------------------------------------------------------------ | --- | --- | --- |
| Źródło węgla         | asymilacja CO2                     | asymilacja CO2 (poza halobakteriami); niektóre wykorzystują również inne związki organiczne (wtedy nie są autotrofami) | asymilacja CO2                                                                             | związki organiczne                                                                                          | związki organiczne                                                                                   | związki organiczne                                                                                        |
| Źródło energii       | energia świetlna                   | energia świetlna | utlenianie prostych związków nieorganicznych lub metanu                                    | utlenianie związków organicznych (glikoliza); wytworzenie gradientu elektrochemicznego i synteza ATP        | utlenianie związków organicznych (glikoliza); wytworzenie gradientu elektrochemicznego i synteza ATP | utlenianie związków organicznych (glikoliza)                                                              |
| Źródło elektronów    | woda (fotoliza wody)               | związki nieorganiczne (np. H2S, H2, S) lub proste związki organiczne (np. jabłczan)                                    | proste związki nieorganiczne lub metan                                                     | związki organiczne (pośrednictwo NADH, FADH2)                                                               | związki organiczne (pośrednictwo NADH, FADH2)                                                        | związki organiczne (pośrednictwo NADH)                                                                    |
| Akceptor elektronów  | NADP+ (w fazie jasnej fotosyntezy) | związki nieorganiczne lub proste związki organiczne                                                                    | tlen (w przypadku organizmów tlenowych), utlenione metale, utlenione formy siarki, CO2, CO | utlenione związki mineralne (np. siarczany, azotany) lub rzadziej niektóre związki organiczne (np. fumaran) | tlen                                                                                                 | związki organiczne; ten sam substrat jest donorem elektronów i utleniania się do CO2 (reakcja dysmutacji) |
| Przykłady organizmów | rośliny, sinice                    | bakterie purpurowe, bakterie zielone                                                                                   | bakterie nitryfikacyjne, bakterie wodorowe                                                 | bakterie denitryfikacyjne, bakterie desulfurykacyjne                                                        | rośliny, ssaki                                                                                       | drożdże Saccharomyces, bakterie kwasu mlekowego                                                           |

## Podsumowanie
Poniższa tabela pokazuje ewentualne kombinacje opisanych cech:
| Źródło energii           | Źródło elektronów    | Źródło węgla           | Nazwa                 |
| ------------------------ | -------------------- | ---------------------- | --------------------- |
| Światło Foto-            | Organiczne -organo-  | Organiczne -heterotrof | Fotoorganoheterotrof  |
| Światło Foto-            | Organiczne -organo-  | CO2 -autotrof          | Fotoorganoautotrof    |
| Światło Foto-            | Nieorganiczne -lito- | Organiczne -heterotrof | Fotolitoheterotrof    |
| Światło Foto-            | Nieorganiczne -lito- | CO2 -autotrof          | Fotolitoautotrof      |
| Związki chemiczne Chemo- | Organiczne -organo-  | Organiczne -heterotrof | Chemoorganoheterotrof |
| Związki chemiczne Chemo- | Organiczne -organo-  | CO2 -autotrof          | Chemoorganoautotrof   |
| Związki chemiczne Chemo- | Nieorganiczne -lito- | Organiczne -heterotrof | Chemolitoheterotrof   |
| Związki chemiczne Chemo- | Nieorganiczne -lito- | CO2 -autotrof          | Chemolitoautotrof     |